# SL Benfica (futsal)
Sport Lisboa e Benfica (wym. [spɔɾ liʒˈboɐ i bɐ̃ȷ̃ˈfikɐ]; w Polsce zwany Benfiką Lizbona – portugalski klub futsalu z siedzibą w Lizbonie, występuje w Liga Portuguesa (pierwszy poziom rozgrywkowy). W 2012 roku klub zajmował pierwsze miejsce w rankingu UEFA Futsal Cup

## Sukcesy
- UEFA Futsal Cup (1): 2009/10
- Mistrzostwo Portugalii (7): 2002/03, 2004/05, 2006/07, 2007/08, 2008/09, 2011/12, 2014/15
- Puchar Portugalii (7): 2002/03, 2004/05, 2006/07, 2008/09, 2011/12, 2014/15, 2016/17
- Puchar Ligi Portugalskiej (2): 2017/18, 2018/19
- Superpuchar Portugalii (7): 2003/04, 2006/07, 2007/08, 2009/10, 2011/12, 2012/13, 2015/16